# 安莫爾·哈布
安莫爾·哈布（英語：Anmol Kharb，2007年1月20日—），印度女子羽毛球運動員。

## 早年生活
安莫爾·哈布出生於哈里亚纳邦法里達巴德，她從小受到兄長的影響而開始接觸羽毛球這項運動。其後，她加入了位於諾伊達的羽毛球學院並在前印度國家羽毛球隊運動員庫蘇姆·辛格（英語：Kusumm Singh）旗下訓練。除了日常羽毛球訓練，安莫爾·哈布也接受由前國際拳擊運動員的力量訓練。很快地，哈布便在2019年的17歲以下全印度排名賽中奪得冠軍並且在2020年奪得17歲以下印度全國錦標賽的女單及女雙冠軍。

## 生涯
2024年2月，安莫爾·哈布跟隨國家隊出戰於馬來西亞舉辦的亞洲羽毛球女子團體錦標賽。印度隊從小組賽一路殺進準決賽並對壘曾奪得兩屆冠軍的日本隊。雙方在各持兩分的情況下，作爲第三女單的哈布爆冷以直落兩局擊敗世界排名第29的仁平菜月助印度首次闖進亞團賽的決賽。在決賽中，印度將對陣泰國；雙方同樣戰至2比2，哈布再度以兩局拿下世界排名45的波恩皮查·乔伊凯旺成爲讓印度首度在亞團賽登頂的關鍵功臣。9月，哈布出戰比利時國際賽的女單項目，並且闖進決賽以2比1擊敗丹麥的七號種子阿美莱·舒尔茨；奪得生涯首座國際賽冠軍。隨後在一星期后的波蘭國際賽再度登頂，世界排名也達到新高第143位。

## 主要比賽成績
只列出曾進入準決賽的國際賽事成績：
| 年份   | 賽事                 | 公開賽級別 | 項目     | 成績   |
| ------ | -------------------- | ---------- | -------- | ------ |
| 2024年 | 亞洲羽毛球團體錦標賽 | 其他       | 女子團體 | 冠軍   |
| 2024年 | 比利時羽毛球國際賽   | 國際挑戰賽 | 女子單打 | 冠軍   |
| 2024年 | 波蘭羽毛球國際賽     | 國際系列賽 | 女子單打 | 冠軍   |
| 2024年 | 印度羽毛球國際挑戰賽 | 國際挑戰賽 | 女子單打 | 準決賽 |
| 2024年 | 古瓦哈蒂羽毛球大師賽 | 超級100賽  | 女子單打 | 亞軍   |

| 2018-2026年 | 總決賽 | 超級1000賽 | 超級750賽 | 超級500賽 | 超級300賽 | 超級100賽 | 國際挑戰賽 | 國際系列賽 | 未來系列賽 | 其他 |